# Флотаційна машина «Аджитейр»

Схема пневмомеханічної флотаційної машини «Аджитейр».
1 — корпус камери; 2 — імпелер; 3 — заспокоювач; 4 — накладні планки; 5 — знімна міжкамерна перегородка; 6 — порожній вал; 7 — повітряний колектор.

Флотаці́йна маши́на «Аджите́йр» (США) належить до пневмомеханічних флотаційних машин. Складається з камер квадратного або прямокутного перетину, у яких встановлено пальцевий імпелер і радіальний заспокоювач.
Машини «Аджитейр» виготовляють з одно- і двостороннім пінозніманням, яке здійснюється самопливом. Вихід пінного продукту регулюється накладними планками 4. Щоб підвищити якість пінного продукту в контрольній флотації здійснюють протитечію піни, для чого в останніх камерах знімають міжкамерні перегородки 5. Рух піни в напрямку, протилежному потоку пульпи, досягається збільшенням витрати повітря в останніх камерах, а також відповідним встановленням накладних планок. Машина «Аджитейр» прямоточного типу складається з окремих секцій, які встановлюються каскадно. Рівень пульпи в машині регулюється автоматично. Для подачі промпродуктів у різні операції застосовуються спеціальні насоси.